# Copa da Argentina de Futebol de 2018–19
A Copa da Argentina de 2018–19, oficialmente conhecida como Copa Total Argentina 2018/2019, foi a décima edição dessa competição argentina de futebol organizada pela Associação do Futebol Argentino (AFA), que começou no dia 16 de janeiro e teve seu término em 13 de dezembro de 2019. O River Plate foi campeão e garantiu vaga na fase de grupos da Copa Libertadores da América de 2020 e na Supercopa da Argentina de 2019.

## Regulamento
A Copa da Argentina se iniciou no dia 16 de janeiro e teve término em 13 de dezembro. São oito fases: a primeira e segunda fase (fase preliminar) será disputada em partidas de ida e volta; as demais fases serão no sistema "mata-mata" em jogos únicos; o campeão se classificará para a Copa Libertadores da América de 2020.

## Equipes participantes
Oitenta e sete (87) equipes participaram da competição que envolve vários níveis do sistema de ligas de futebol da Argentina: todas as 26 equipes da Primera División de 2018–19; doze (12) equipes da Primera B Nacional de 2018–19; seis (6) da Primera B de 2018–19, quatro (4) da Primera C de 2018–19; três (3) da Primera D de 2018–19 e todas as trinta e seis (36) equipes da Torneo Federal A de 2018–19:

### Primeira divisão

#### Primera División (Superliga Argentina)
| - Aldosivi | - Argentinos Juniors | - Atlético Tucumán | - Banfield |

| - Belgrano de Córdoba | - Boca Juniors | - Colón | - Defensa y Justicia |

| - Estudiantes (LP) | - Gimnasia y Esgrima (LP) | - Godoy Cruz | - Huracán |

| - Independiente | - Lanús | - Newell's Old Boys | - Patronato |

| - Racing | - River Plate | - Rosário Central | - San Lorenzo |

| - San Martín (SJ) | - San Martín (T) | - Talleres (C) | - Tigre |

| - Unión (SF) | - Vélez Sarsfield |  |  |

### Segunda divisão

#### Primera B Nacional
| - Agropecuario Argentino | - Almagro | - Arsenal de Sarandí | - Atlético de Rafaela |

| - Central Córdoba (SdE) | - Gimnasia y Esgrima (M) | - Independiente Rivadavia | - Mitre (SdE) |

| - Nueva Chicago | - Platense | - Sarmiento de Junín | - Villa Dálmine |

### Terceiro divisão

#### Primera B Metropolitana
| - Acassuso | - All Boys | - Atlanta | - Barracas Central |

| - Deportivo Riestra | - Estudiantes (BA) |  |  |

#### Torneo Federal A
| - Altos Hornos Zapla | - Alvarado | - Atlético Paraná | - Boca Unidos |

| - Chaco For Ever | - Cipolletti | - Crucero del Norte | - Defensores de Belgrano (VR) |

| - Defensores de Pronunciamiento | - Deportivo Camioneros | - Deportivo Madryn | - Deportivo Maipú |

| - Deportivo Roca | - Desamparados | - Douglas Haig | - Estudiantes (RC) |

| - Ferro Carril Oeste (GP) | - Gimnasia y Esgrima (CdU) | - Gimnasia y Tiro (S) | - Huracán Las Heras |

| - Independiente (N) | - Juventud Antoniana | - Juventud Unida (G) | - Juventud Unida Universitario |

| - Racing (C) | - San Jorge (T) | - San Lorenzo de Alem | - San Martín (F) |

| - Sansinena | - Sarmiento de Resistência | - Sol de Mayo | - Sportivo Belgrano |

| - Sportivo Estudiantes (SL) | - Sportivo Las Parejas | - Unión (S) | - Villa Mitre |

### Quarta divisão

#### Primera C Metropolitana
| - Deportivo Armenio | - Deportivo Laferrere | - Dock Sud | - Ferrocarril Midland |

### Quinta divisão

#### Primera D Metropolitana
| - Argentino de Merlo | - Atlas | - Real Pilar |  |

## Calendário
| Fase          | Fase             | Sorteio                | Jogo de ida                           | Jogo de volta                         |
| ------------- | ---------------- | ---------------------- | ------------------------------------- | ------------------------------------- |
| Fase regional | Primeira fase    | 14 de dezembro de 2018 | 16 e 17 de janeiro de 2019            | 20 de janeiro de 2019                 |
| Fase regional | Segunda fase     | 14 de dezembro de 2018 | 20 a 24 de janeiro de 2019            | 27 e 28 de janeiro de 2019            |
| Fase final    | Terceira fase    | 31 de janeiro de 2019  | 26 de fevereiro a 21 de julho de 2019 | 26 de fevereiro a 21 de julho de 2019 |
| Fase final    | Quarta fase      | 31 de janeiro de 2019  | 14 de julho a 19 de setembro de 2019  | 14 de julho a 19 de setembro de 2019  |
| Fase final    | Oitavas de final | 31 de janeiro de 2019  | 7 de setembro a 10 de outubro de 2019 | 7 de setembro a 10 de outubro de 2019 |
| Fase final    | Quartas de final | 31 de janeiro de 2019  | 11 a 25 de outubro de 2019            | 11 a 25 de outubro de 2019            |
| Fase final    | Semifinais       | 31 de janeiro de 2019  | data a definir                        | data a definir                        |
| Fase final    | Final            | 31 de janeiro de 2019  | 27 de novembro de 2019                | 27 de novembro de 2019                |

## Fase Preliminar Regional e Fase Metropolitana
A fase preliminar regional que compreende a primeira e segunda fase classificatória foi organizada pelo Consejo Federal (conselho federal), órgão interno da AFA.

### Primeira fase
Nesta fase, participaram 20 equipes da Torneo Federal "A" (uma das duas ligas da terceira divisão do futebol argentino). As partidas foram disputada nos dias 16, 17 e 20 de janeiro, em confrontos de ida e volta. As 10 equipes vencedoras avançaram para a segunda fase.
| Equipe 1                      | Total       | Equipe 2                  | 1.º jogo | 2.º jogo |
| ----------------------------- | ----------- | ------------------------- | -------- | -------- |
| Independiente (N)             | 0–3         | Deportivo Madryn          | 0–0      | 0–3      |
| Deportivo Roca                | 5–1         | Cipolletti                | 3–1      | 2–0      |
| Douglas Haig                  | 8–4         | Ferro Carril Oeste (LP)   | 6–3      | 2–1      |
| Defensores de Pronunciamiento | 1–3         | Juventud Unida (G)        | 1–0      | 0–3      |
| Atlético Paraná               | 2–1         | Sportivo Las Parejas      | 1–0      | 1–1      |
| Racing (C)                    | 2–2 (g.f.)  | Sportivo Belgrano         | 2–1      | 0–1      |
| Juventud Unida Universitario  | 3–5         | Sportivo Estudiantes (SL) | 1–3      | 2–2      |
| Altos Hornos Zapla            | 3–3 (3–2 p) | San Lorenzo de Alem       | 1–2      | 2–1      |
| San Martín (F)                | 2–4         | Crucero del Norte         | 1–1      | 1–3      |
| Juventud Antoniana            | 1–2         | Gimnasia y Tiro (S)       | 1–1      | 0–1      |

#### Jogos de ida
| Quarta-feira, 16 de janeiro | San Martín (F) | 1 – 1     | Crucero del Norte | Formosa                                           |  |
| 18:30                       | Paniagua 65'   | Relatório | 58' Portillo      | Estádio: 17 de Octubre Árbitro: Jorge Nelson Sosa |  |

| Quarta-feira, 16 de janeiro | Defensores de Pronunciamiento | 1 – 0     | Juventud Unida (G) | Pronunciamiento                                         |  |
| 22:00                       | Rodrigo Giménez 52' (g.c.)    | Relatório |                    | Estádio: Delio Esteban Cardozo Árbitro: Jonathan Correa |  |

| Quarta-feira, 16 de janeiro | Atlético Paraná    | 1 – 0     | Sportivo Las Parejas | Paraná                                        |  |
| 22:00                       | Pablo Lencioni 77' | Relatório |                      | Estádio: Pedro Mutio Árbitro: Adrián Franklin |  |

| Quarta-feira, 16 de janeiro | Independiente (N) | 0 – 0     | Deportivo Madryn | Neuquén                                                   |  |
| 22:30                       |                   | Relatório |                  | Estádio: General San Martín Árbitro: Fernando Omar Marcos |  |

| Quarta-feira, 16 de janeiro | Deportivo Roca                                | 3 – 1     | Cipolletti    | General Roca                                  |  |
| 22:30                       | Ostapkiewicz 48' · Garavano 71' · Aguirre 86' | Relatório | 61' D. Romero | Estádio: Luis Maiolino Árbitro: Luciano Julio |  |

| Quarta-feira, 16 de janeiro | Douglas Haig                                                            | 6 – 3     | Ferro Carril Oeste (LP)                                      | Pergamino                                     |  |
| 22:30                       | Duma 27', 75' (pen.), 78' · Zaninovic 44' · Arismendi 83' · Berdini 84' | Relatório | 30' Vasilchik · 35' (pen.) De Hoyos · 55' González Hernández | Estádio: Miguel Morales Árbitro: Nahuel Viñas |  |

| Quarta-feira, 16 de janeiro | Racing (C)               | 2 – 1     | Sportivo Belgrano | Córdoba                                        |  |
| 22:30                       | Herrera 10' · Olocco 47' | Relatório | 61'Avaro          | Estádio: Miguel Sancho Árbitro: Carlos Córdoba |  |

| Quarta-feira, 16 de janeiro | Altos Hornos Zapla | 1 – 2     | San Lorenzo de Alem     | Palpalá                                                    |  |
| 22:30                       | Fernández 51'      | Relatório | 27' Moreno · 63' Wagner | Estádio: Emilio Fabrizzi Árbitro: Federico Guaymás Tornero |  |

| Quarta-feira, 16 de janeiro | Juventud Antoniana | 1 – 1     | Gimnasia y Tiro (S)   | Salta                                                     |  |
| 23:00                       | Cachi 59'          | Relatório | 85' (pen.) F. Giménez | Estádio: Padre Ernesto Martearena Árbitro: Carlos Gariano |  |

| Quinta-feira, 17 de janeiro | Juventud Unida Universitario | 1 – 3     | Sportivo Estudiantes (SL)              | San Luis                                             |  |
| 22:30                       | Romero 88'                   | Relatório | 35' Distaulo · 72' Amieva · 82' Cuello | Estádio: Mario Sebastián Diez Árbitro: César Ceballo |  |

#### Jogos de volta
| Domingo, 20 de janeiro                | San Lorenzo de Alem | 1 – 2 (2–3 pen.)                          | Altos Hornos Zapla        | San Fernando del Valle de Catamarca                 |  |
| 18:30                                 | Seco 38'            | Relatório                                 | Fernández 13' · Tello 45' | Estádio: Malvinas Argentinas Árbitro: Emilio Maguna |  |
|                                       |                     | Penalidades                               |                           |                                                     |  |
| Peralta Rivero Wagner Flores Solohaga |                     | Robles Navalón Fernández Noriega Casarino |                           |                                                     |  |

| Domingo, 20 de janeiro | Deportivo Madryn                                 | 3 – 0     | Independiente (N) | Puerto Madryn                                    |  |
| 19:00                  | Clemente 42' (g.c.) · Penna 53' · Mc Coubrey 60' | Relatório |                   | Estádio: Coliseo del Golfo Árbitro: Sergio Testa |  |

| Domingo, 20 de janeiro | Crucero del Norte                          | 3 – 1     | San Martín (F) | Garupá                                                           |  |
| 19:30                  | Siergiejuk 23' · Diana 36' · Marinucci 62' | Relatório | 32' Velázquez  | Estádio: Comandante Andrés Guacurarí Árbitro: Guillermo González |  |

| Domingo, 20 de janeiro | Gimnasia y Tiro (S) | 1 – 0     | Juventud Antoniana | Salta                                                        |  |
| 20:00                  | Cazula 63'          | Relatório |                    | Estádio: Gigante del Norte Árbitro: Federico Guaymás Tornero |  |

| Domingo, 20 de janeiro | Sportivo Estudiantes (SL) | 2 – 2     | Juventud Unida Universitario | La Punta                                             |  |
| 21:00                  | Díaz 26' · Distaulo 69'   | Relatório | 48' Abraham · 87' Figueroa   | Estádio: Juan Gilberto Funes Árbitro: Alejandro Arco |  |

| Domingo, 20 de janeiro | Juventud Unida (G)                              | 3 – 0     | Defensores de Pronunciamiento | Gualeguaychú                                              |  |
| 21:30                  | Piaggio 39' · Fiorotto 57' · De León 70' (pen.) | Relatório |                               | Estádio: De Los Eucaliptos Árbitro: Maximiliano Macheroni |  |

| Domingo, 20 de janeiro | Ferro Carril Oeste (LP) | 1 – 2     | Douglas Haig                | General Pico                                                  |  |
| 21:30                  | De Hoyos 60'            | Relatório | 29' (pen.) López · 83' Soto | Estádio: El Coloso de Barrio Talleres Árbitro: Esteban Nasier |  |

| Domingo, 20 de janeiro | Sportivo Belgrano | 1 – 0     | Racing (C) | San Francisco de Córdoba                      |  |
| 21:45                  | Catube 37'        | Relatório |            | Estádio: Oscar C. Boero Árbitro: Nahuel Viñas |  |

| Domingo, 20 de janeiro | Sportivo Las Parejas | 1 – 1     | Atlético Paraná | Las Parejas                                            |  |
| 22:00                  | Ayala 56'            | Relatório | 47' Spinelli    | Estádio: La Fortaleza del Lobo Árbitro: Carlos Gariano |  |

| Domingo, 20 de janeiro | Cipolletti | 0 – 2     | Deportivo Roca                | Cipolletti                                                  |  |
| 22:30                  |            | Relatório | 56'Ostapkiewicz · 77' Hurtado | Estádio: La Visera de Cemento Árbitro: Fernando Omar Marcos |  |

### Segunda fase
Na segunda fase preliminar, 10 equipes qualificadas da fase anterior e as 16 equipes restantes da Torneo Federal A se enfrentaram. A fase foi disputada entre os dias 20 e 28 de janeiro, em jogos de ida e volta. As 13 equipes vencedoras avançaram para a fase final da competição.
| Equipe 1                  | Total       | Equipe 2                    | 1.º jogo | 2.º jogo |
| ------------------------- | ----------- | --------------------------- | -------- | -------- |
| Deportivo Madryn          | 2–3         | Sol de Mayo                 | 2–1      | 0–2      |
| Deportivo Roca            | 2–2 (g.f.)  | Alvarado                    | 1–0      | 1–2      |
| Douglas Haig              | 1–0         | Deportivo Camioneros        | 1–0      | 0–0      |
| Juventud Unida (G)        | 0–0 (5–4 p) | Gimnasia y Esgrima (CdU)    | 0–0      | 0–0      |
| Atlético Paraná           | 1–1 (g.f.)  | Defensores de Belgrano (VR) | 1–1      | 0–0      |
| Sportivo Belgrano         | 1–4         | Estudiantes (RC)            | 1–0      | 0–4      |
| Sportivo Estudiantes (SL) | 2–2 (g.f.)  | Desamparados                | 1–0      | 1–2      |
| Altos Hornos Zapla        | 1–1 (3–4 p) | Gimnasia y Tiro (S)         | 1–0      | 0–1      |
| Crucero del Norte         | 1–3         | Boca Unidos                 | 1–2      | 0–1      |
| Sansinena                 | 1–4         | Villa Mitre                 | 1–1      | 0–3      |
| Sarmiento (R)             | 2–1         | Chaco For Ever              | 2–1      | 0–0      |
| Deportivo Maipú           | 3–3 (3–4 p) | Huracán Las Heras           | 2–1      | 1–2      |
| San Jorge (T)             | 5–5 (g.f.)  | Unión de Sunchales          | 3–3      | 2–2      |

#### Jogos de ida
| Domingo, 20 de janeiro | CSD San Jorge                                               | 3 – 3     | Unión de Sunchales                                    | San Miguel de Tucumán                                |  |
| 18:00                  | Ruben Tarasco 74' · Rolando Serrano 78' · Ricardo Tapia 80' | Relatório | 16', 28' Wilson Palacios Hurtado · 32' Joaquín Molina | Estádio: Ángel Pascual Sáez Árbitro: Adrián Franklin |  |

| Domingo, 20 de janeiro | Deportivo Maipú           | 2 – 1     | Huracán Las Heras | Maipú                                                    |  |
| 19:15                  | Veliez 65' · Martínez 71' | Relatório | 89' Juncos        | Estádio: Omar Higinio Sperdutti Árbitro: Jonathan Correa |  |

| Domingo, 20 de janeiro | Sarmiento (R)         | 2 – 1     | Chaco For Ever | Resistência                                               |  |
| 21:10                  | Silba 59' (pen.), 72' | Relatório | Magno 47'      | Estádio: Centenário de Resistência Árbitro: César Ceballo |  |

| Domingo, 20 de janeiro | Sansinena           | 1 – 1     | Villa Mitre | General Daniel Cerri                      |  |
| 22:00                  | Scheffer 26' (pen.) | Relatório | 3' Formigo  | Estádio: Luis Molina Árbitro: Bruno Bocca |  |

| Quarta-feira, 23 de janeiro | Deportivo Madryn           | 2 – 1     | Sol de Mayo    | Puerto Madryn                                      |  |
| 19:00                       | Elgorriaga 9' · Gaitán 84' | Relatório | 82' H. Morales | Estádio: Coliseo del Golfo Árbitro: Esteban Nasier |  |

| Quarta-feira, 23 de janeiro | Atlético Paraná | 1 – 1     | Defensores de Belgrano (VR) | Paraná                                     |  |
| 22:00                       | Spinelli 37'    | Relatório | 83' Coronel                 | Estádio: Pedro Mutio Árbitro: Nahuel Viñas |  |

| Quarta-feira, 23 de janeiro | Crucero del Norte | 1 – 2     | Boca Unidos    | Garupá                                                      |  |
| 22:00                       | Molinas 1'        | Relatório | 57', 58' Fabro | Estádio: Comandante Andrés Guacurarí Árbitro: José Sandoval |  |

| Quarta-feira, 23 de janeiro | Juventud Unida (G) | 0 – 0     | Gimnasia y Esgrima (CdU) | Gualeguaychú                                        |  |
| 22:15                       |                    | Relatório |                          | Estádio: De Los Eucaliptos Árbitro: Adrián Franklin |  |

| Quarta-feira, 23 de janeiro | Sportivo Belgrano | 1 – 0     | Estudiantes (RC) | San Francisco de Córdoba                        |  |
| 22:15                       | Catube 61'        | Relatório |                  | Estádio: Oscar C. Boero Árbitro: Diego Brizuela |  |

| Quarta-feira, 23 de janeiro | Douglas Haig    | 1 – 0     | Deportivo Camioneros | Pergamino                                       |  |
| 22:30                       | Duma 27' (pen.) | Relatório |                      | Estádio: Miguel Morales Árbitro: Carlos Córdoba |  |

| Quarta-feira, 23 de janeiro | Sportivo Estudiantes (SL) | 1 – 0     | Desamparados | La Punta                                              |  |
| 22:30                       | Rodríguez 46'             | Relatório |              | Estádio: Juan Gilberto Funes Árbitro: Jonathan Correa |  |

| Quarta-feira, 23 de janeiro | Altos Hornos Zapla | 1 – 0     | Gimnasia y Tiro (S) | Palpalá                                            |  |
| 22:30                       | Guevara 90+4'      | Relatório |                     | Estádio: Emilio Fabrizzi Árbitro: Luis Lobo Medina |  |

| Quinta-feira, 24 de janeiro | Deportivo Roca | 1 – 0     | Alvarado | General Roca                                |  |
| 22:30                       | Aguirre 16'    | Relatório |          | Estádio: Luis Maiolino Árbitro: Bruno Bocca |  |

#### Jogos de volta
| Domingo, 27 de janeiro | Deportivo Camioneros | 0 – 0     | Douglas Haig | Nueve de Abril                               |  |
| 18:00                  |                      | Relatório |              | Estádio: Hugo Moyano Árbitro: Carlos Gariano |  |

| Domingo, 27 de janeiro                              | Gimnasia y Esgrima (CdU) | 0 – 0 (4–5 pen.)                                        | Juventud Unida (G) | Concepción del Uruguay                              |  |
| 18:00                                               |                          | Relatório                                               |                    | Estádio: Manuel y Ramón Núñez Árbitro: Nahuel Viñas |  |
|                                                     |                          | Penalidades                                             |                    |                                                     |  |
| Vercellino Torres Lazza Umpiérrez Leguizamón Crusat |                          | De León Ronconi Fiorotto Rodríguez Rojas Abello Lonardi |                    |                                                     |  |

| Domingo, 27 de janeiro | Sol de Mayo              | 2 – 0     | Deportivo Madryn | Viedma                                    |  |
| 18:15                  | Galván 19' · Reyes 90+4' | Relatório |                  | Estádio: Sol de Mayo Árbitro: Bruno Bocca |  |

| Domingo, 27 de janeiro | Defensores de Belgrano (VR) | 0 – 0     | Atlético Paraná | Villa Ramallo                                 |  |
| 19:00                  |                             | Relatório |                 | Estádio: Salomón Boeseldín Árbitro: Alejo Cid |  |

| Domingo, 27 de janeiro             | Huracán Las Heras     | 2 – 1 (4–3 pen.)                          | Deportivo Maipú | Las Heras                                          |  |
| 19:00                              | Cámara 29' · Orué 85' | Relatório                                 | 68' Sánchez     | Estádio: General San Martín Árbitro: Mario Ejarque |  |
|                                    |                       | Penalidades                               |                 |                                                    |  |
| Garay Hongn Tallura Agudiak Vallés |                       | Villarino Aguirre Vera Pérez Tarifa Daher |                 |                                                    |  |

| Domingo, 27 de janeiro | Boca Unidos | 1 – 0     | Crucero del Norte | Corrientes                                        |  |
| 19:00                  | Fabro 41'   | Relatório |                   | Estádio: Leoncio Benítez Árbitro: Adrián Franklin |  |

| Domingo, 27 de janeiro                                         | Gimnasia y Tiro (S) | 1 – 0 (4–3 pen.)                                        | Altos Hornos Zapla | Salta                                              |  |
| 20:00                                                          | Iturrieta 45'       | Relatório                                               |                    | Estádio: Gigante del Norte Árbitro: Rodrigo Rivero |  |
|                                                                |                     | Penalidades                                             |                    |                                                    |  |
| F. Giménez L. Herrera Leguiza Pereyra Pusula Medina A. Herrera |                     | Robles Fernández Noriega Tello Guzmán Domínguez Aguirre |                    |                                                    |  |

| Domingo, 27 de janeiro | Chaco For Ever | 0 – 0     | Sarmiento (R) | Resistência                                          |  |
| 20:15                  |                | Relatório |               | Estádio: Juan Alberto García Árbitro: Carlos Córdoba |  |

| Domingo, 27 de janeiro | Unión de Sunchales                       | 2 – 2     | CSD San Jorge          | Sunchales                                              |  |
| 21:00                  | Palacios Hurtado 42' · Boasso 50' (pen.) | Relatório | Valdez 57' · Tapia 69' | Estádio: La Fortaleza del Bicho Árbitro: Carlos Boxler |  |

| Domingo, 27 de janeiro | Villa Mitre                                   | 3 – 0     | Sansinena | Bahía Blanca                             |  |
| 22:00                  | E. González 22' · H. González 33' · López 80' | Relatório |           | Estádio: El Fortín Árbitro: Sergio Testa |  |

| Domingo, 27 de janeiro | Estudiantes (RC)                                                     | 4 – 0     | Sportivo Belgrano | Río Cuarto                                                   |  |
| 22:00                  | Foglia 18' (pen.) · Cainelli 49' · Cabrera 83' · Ferreira 86' (pen.) | Relatório |                   | Estádio: Ciudad de Río Cuarto Árbitro: Sebastián Mastrángelo |  |

| Domingo, 27 de janeiro | Desamparados                      | 2 – 1     | Sportivo Estudiantes (SL) | San Juan                                       |  |
| 22:00                  | Lastra 38' (pen.) · Fondacaro 45' | Relatório | 90+2' Corulo              | Estádio: El Serpentario Árbitro: César Ceballo |  |

| Segunda-feira, 28 de janeiro | Alvarado                | 2 – 1     | Deportivo Roca | Mar del Plata                                             |  |
| 22:00                        | Zalazar 77' · Ponce 81' | Relatório | 90+4' Guajardo | Estádio: José María Minella Árbitro: Fernando Omar Marcos |  |

### Fase preliminar metropolitana
Foi organizada diretamente pela AFA e qualificou 25 equipes para a fase final da competição. O processo de qualificação contou com a participação das 25 equipes da Primera “B” Nacional, das 20 equipes da Primera División “B”, das 20 equipes da Primera División “C” e das 15 equipes da Primera División “D”, e os 25 clubes classificados para a quarta fase foram determinados da seguinte forma:
- os 12 primeiros colocados da tabela de classificação ao final das 13 primeiras rodadas do campeonato da Primera “B” Nacional de 2018–19;
- os 6 primeiros colocados da tabela de classificação ao final do primeiro turno do campeonato da Primera División “B” de 2018–19;
- os 4 primeiros colocados da tabela de classificação ao final do primeiro turno do campeonato da Primera División “C” de 2018–19;
- os 3 primeiros colocados da tabela de classificação ao final do primeiro turno do campeonato da Primera División “D” de 2018–19.

## Fase Final

### Sorteio
O sorteio para a fase final foi realizado na quinta-feira, dia 31 de janeiro de 2019, no Complexo Habitacional e Deportivo que a AFA possui em Ezeiza chamado de Julio Humberto Grondona. O sorteio definiu os 32 cruzamentos da terceira fase para as 64 equipes qualificadas.

### Terceira fase
A terceira fase deu partida a fase final da competição, que passa a ser disputada daqui até a grande final no sistema "mata-mata", em jogos únicos. A fase conta com a participação das 13 equipes qualificadas da Fase Regional (13 equipes da Torneo Federal "A"), 13 equipes qualificadas da Fase Metropolitana (6 equipes da Primera División “B”, 4 equipes da Primera División “C” e 3 equipes da Primera División “D”), 12 equipes da Primera “B” Nacional e 26 equipes da Primera División (Superliga). As disputas começaram no dia 26 de fevereiro e será concluída em data a ser definida. As 32 equipes vencedoras avançam para a quarta fase.
| Terça-feira, 26 de fevereiro                                                                  | Rosário Central          | 2 – 2 (4–5 pen.)                                                                | Sol de Mayo                               | Santa Fé                                                            |  |
| 21:10                                                                                         | - Claudio Riaño 63', 65' | Relatório                                                                       | - 44' Alberto Reyes - 57' Lucas Malacarne | Estádio: Brigadier General Estanislao López Árbitro: Héctor Paletta |  |
|                                                                                               |                          | Penalidades                                                                     |                                           |                                                                     |  |
| Claudio Riaño Germán Herrera Maximiliano Lovera Washington Camacho Nahuel Molina Diego Becker |                          | Juan Manuel Elordi Héctor Morales Leonardo Morales Diego Galvan Lucas Malacarne |                                           |                                                                     |  |

| Quarta-feira, 27 de fevereiro | Banfield                                                       | 3 – 0     | Juventud Unida (G) | Quilmes                                                         |  |
| 17:10                         | - Julián Carranza 18' - Reinaldo Lenis 48' - Martín Payero 67' | Relatório |                    | Estádio: Centenário Ciudad de Quilmes Árbitro: Luis Lobo Medina |  |

| Quinta-feira, 28 de fevereiro | Tigre | 0 – 3     | Estudiantes (BA)                                                          | Sarandí                                                 |  |
| 20:10                         |       | Relatório | - 41' Fernando Joao - 50' (pen.) Juan Ruiz Gómez - 88' Juan Manuel Torres | Estádio: Julio Humberto Grondona Árbitro: Julio Barraza |  |

| Terça-feira, 5 de março | Argentinos Juniors                                                                   | 4 – 1     | Douglas Haig      | Sarandí                                                      |  |
| 17:10                   | - Claudio Spinelli 37' - Aaron Barquett 44' - Leandro Paiva 57' - Gabriel Hauche 87' | Relatório | - 32' Pablo Mazza | Estádio: Julio Humberto Grondona Árbitro: Leandro Rey Hilfer |  |

| Quarta-feira, 6 de março | Independiente                                                                 | 4 – 0     | Atlas | Banfield                                           |  |
| 19:30                    | - Cecilio Domínguez 14' - Mauro Molina 16' - Nicolas Figal 69' - Burdisso 81' | Relatório |       | Estádio: Florencio Sola Árbitro: Yael Falcón Pérez |  |

| Quarta-feira, 6 de março                                                                | San Martín (T)                                  | 2 – 2 (5–4 pen.)                                                                                | Agropecuario Argentino                      | Salta                                                       |  |
| 21:35                                                                                   | - Rodrigo Gómez 57' (pen.) - Lucas González 84' | Relatório                                                                                       | - 6' Gonzalo Urquijo - 88' Gonzalo Klusener | Estádio: Padre Ernesto Martearena Árbitro: Pablo Echavarría |  |
|                                                                                         |                                                 | Penalidades                                                                                     |                                             |                                                             |  |
| Rodrigo Gómez Nicolás Giménez Lucas González Julián Vitale Luciano Pons Gonzalo Lamardo |                                                 | Jonathan Blanco Gonzalo Klusener Federico Rosso Exequiel Narese Cristian Barinaga Germán Salort |                                             |                                                             |  |

| Quinta-feira, 7 de março                                    | Almagro               | 1 – 1 (4–2 pen.)                                               | Atlético de Rafaela    | Quilmes                                                      |  |
| 17:10                                                       | - Leonardo Acosta 40' | Relatório                                                      | - 90+2' Marco Borgnino | Estádio: Centenário Ciudad de Quilmes Árbitro: Mario Ejarque |  |
|                                                             |                       | Penalidades                                                    |                        |                                                              |  |
| Ezequiel Denis Brian Benítez Joaquín Susvielles Damián Arce |                       | Marco Borgnino Lucas Blondel Matías Quiroga Juan Cruz Esquivel |                        |                                                              |  |

| Quinta-feira, 7 de março | Vélez Sarsfield | 0 – 1     | Real Pilar        | Turdera                                           |  |
| 20:10                    |                 | Relatório | - 35' Nahuel Ríos | Estádio: Alfredo Beranger Árbitro: Lucas Comesaña |  |

| Quarta-feira, 13 de março                                                                 | Patronato                 | 1 – 1 (2–1 pen.)                                                                           | Dock Sud                | Rafaela                                               |  |
| 17:10                                                                                     | - Ezequiel Rescaldani 10' | Relatório                                                                                  | - 90+5' Luciano Cariaga | Estádio: Nuevo Monumental Árbitro: Fernando Echenique |  |
|                                                                                           |                           | Penalidades                                                                                |                         |                                                       |  |
| Jacobo Guillermo Mansilla Nicolás Pantaleone Walter Andrade Ignacio Cacheiro José Barreto |                           | Leandro Caruso Alcides Miranda Moreira David Orellana Horacio Nahuel Pombo Luciano Cariaga |                         |                                                       |  |

| Terça-feira, 19 de março | Aldosivi | 0 – 1     | Gimnasia y Esgrima (M) | Turdera                                                 |  |
| 18:10                    |          | Relatório | - 77' Patricio Cucchi  | Estádio: Alfredo Beranger Árbitro: Gerardo Méndez Cedro |  |

| Quarta-feira, 20 de março | San Martín (SJ)               | 1 – 0     | Villa Dálmine | La Plata                                              |  |
| 18:10                     | - 63' Humberto Osorio Botello | Relatório |               | Estádio: Juan Carmelo Zerillo Árbitro: Nazareno Arasa |  |

| Quarta-feira, 20 de março | Atlético Tucumán    | 1 – 0     | Platense | Salta                                                          |  |
| 20:10                     | - Gervasio Núñez 7' | Relatório |          | Estádio: Padre Ernesto Martearena Árbitro: Maximiliano Ramírez |  |

| Quinta-feira, 21 de março                                                   | Gimnasia y Esgrima (LP) | 0 – 0                                                 | Defensores de Belgrano (VR) | Santa Fé                                    |  |
| 18:10                                                                       |                         | Relatório                                             |                             | Estádio: 15 de Abril Árbitro: Silvio Trucco |  |
|                                                                             |                         | Penalidades                                           |                             |                                             |  |
| Santiago Silva Lorenzo Faravelli Lucas Licht Gonzalo Piovi Gianluca Simeone |                         | Javier Fernández Franco Coronel Cristian Romero Olego |                             |                                             |  |

| Quinta-feira, 21 de março | Lanús                                                | 2 – 0     | Huracán Las Heras | Mendoza                                                  |  |
| 20:10                     | - José Sand 53' (pen.) - Rolando García Guerreño 68' | Relatório |                   | Estádio: Malvinas Argentinas Árbitro: Hernán Mastrángelo |  |

| Sábado, 23 de março | Godoy Cruz                  | 2 – 1     | Deportivo Armenio    | Córdoba                                                         |  |
| 17:10               | - Victorio Ramis 90', 90+2' | Relatório | - 26' Cristian Ortiz | Estádio: Juan Domingo Perón (Instituto) Árbitro: Héctor Paletta |  |

| Domingo, 24 de março | Newell's Old Boys      | 1 – 2     | Villa Mitre                              | Santa Fé                                    |  |
| 17:10                | - Alexis Rodríguez 52' | Relatório | - 6' Carlos Herrera - 43' Leonardo López | Estádio: 15 de Abril Árbitro: Lucas Novelli |  |

| Segunda-feira, 25 de março | Talleres (C)                                                                     | 5 – 0     | Deportivo Laferrere | Rosário                                             |  |
| 18:10                      | - Dayro Moreno 24' - Sebastián Palacios 31', 57', 84' - Juan Edgardo Ramírez 74' | Relatório |                     | Estádio: Coloso Marcelo Bielsa Árbitro: Ariel Penel |  |

| Quarta-feira, 27 de março | Sarmiento de Junín | 0 – 2     | All Boys                | Sarandí                                                    |  |
| 17:10                     |                    | Relatório | - 33', 67' Milton Celiz | Estádio: Julio Humberto Grondona Árbitro: Pablo Echavarría |  |

| Quarta-feira, 3 de abril | Nueva Chicago | 0 – 1     | Central Córdoba (SdE) | Santa Fé                                                   |  |
| 16:10                    |               | Relatório | - 1' Facundo Melivilo | Estádio: Brigadier Estanislao López Árbitro: Pablo Giménez |  |

| Quarta-feira, 10 de abril | Arsenal de Sarandí                        | 2 – 0     | Atlanta | Turdera                                           |  |
| 17:10                     | - Ezequiel Cerica 15' - Alejo Antilef 49' | Relatório |         | Estádio: Alfredo Beranger Árbitro: Nazareno Arasa |  |

| Terça-feira, 16 de abril | Defensa y Justicia | 1 – 0     | Gimnasia y Tiro (S) | Banfield                                       |  |
| 20:05                    | - Fernández 26'    | Relatório |                     | Estádio: Florencio Sola Árbitro: Andrés Merlos |  |

| Quarta-feira, 17 de abril | Mitre (SdE)     | 1 – 0     | Deportivo Roca | Quilmes                                                         |  |
| 17:10                     | - Cadenazzi 90' | Relatório |                | Estádio: Centenario Ciudad de Quilmes Árbitro: Pablo Echavarría |  |

| Quarta-feira, 17 de abril | River Plate                     | 3 – 0     | Argentino de Merlo | Salta                                                 |  |
| 21:10                     | - Borré 70' - Suárez 78', 90+2' | Relatório |                    | Estádio: Padre Martearena Árbitro: Hernán Mastrángelo |  |

| Sexta-feira, 19 de abril | Boca Juniors           | 2 – 0     | Estudiantes (RC) | Mar del Plata                                     |  |
| 18:00                    | Ábila 18' · Zárate 44' | Relatório |                  | Estádio: José María Minella Árbitro: Pablo Dóvalo |  |

| Terça-feira, 23 de abril | Independiente Rivadavia | 1 – 0     | Ferrocarril Midland | La Punta                                                |  |
| 21:10                    | - Asenjo 47'            | Relatório |                     | Estádio: Juan Gilberto Funes Árbitro: Cristian Cernadas |  |

| Quarta-feira, 24 de abril | Colón                                       | 3 – 0     | Acassuso | Turdera                                         |  |
| 19:10                     | - Morelo 24' - L. Rodríguez 42' - Zuqui 90' | Relatório |          | Estádio: Alfredo Beranger Árbitro: Pablo Dovalo |  |

| Quinta-feira, 25 de abril | Unión (SF) | 0 – 1     | Barracas Central | Sarandí                                                  |  |
| 20:10                     |            | Relatório | - 13' Romero     | Estádio: Julio Humberto Grondona Árbitro: Diego Ceballos |  |

| Quarta-feira, 8 de maio | Belgrano                                 | 3 – 0     | Deportivo Riestra | Sarandí                                                    |  |
| 17:10                   | - Meli 18' - Brunetta 56' - Sequeira 75' | Relatório |                   | Estádio: Julio Humberto Grondona Árbitro: Sebastián Bresba |  |

| Quarta-feira, 15 de maio | Huracán                          | 2 – 0     | Unión de Sunchales | Santa Fé                                                  |  |
| 16:00                    | - Gamba 54' (pen.) - Salcedo 78' | Relatório |                    | Estádio: Brigadier Estanislao López Árbitro: Pablo Dóvalo |  |

| Quarta-feira, 22 de maio | Estudiantes (LP)                                             | 5 – 1     | Sarmiento de Resistência | Turdera                                           |  |
|                          | - E. López 27', 29' - I. Gómez 36' - Castro 51' - Pavone 84' | Relatório | - 13' Silba              | Estádio: Alfredo Beranger Árbitro: Diego Ceballos |  |

| Quarta-feira, 22 de maio | San Lorenzo | 0 – 2     | Sportivo Estudiantes (SL)   | Santa Fé                                         |  |
| 21:10                    |             | Relatório | - 16' Distaulo - 46' Amieva | Estádio: 15 de Abril Árbitro: Leandro Rey Hilfer |  |

| Domingo, 21 de julho                                  | Racing | 0 – 0 (3–4 pen.)                                         | Boca Unidos | Lanús, Buenos Aires                                  |  |
| 17:10                                                 |        | Relatório                                                |             | Estádio: Ciudad de Lanús Árbitro: Hernán Mastrángelo |  |
|                                                       |        | Penalidades                                              |             |                                                      |  |
| - López - Rojas - Barbona - Pillud - Cvitanich - Díaz |        | - Baroni - Ojeda - Fabr - A. Morales - Vizcarra - Alloco |             |                                                      |  |

### Quarta fase
Esta fase será disputada pelas 32 equipes qualificadas da terceira fase. Disputada no sistema "mata-mata" com partidas únicas. As 16 equipes vencedoras avançam para as oitavas de final.
| 14 de julho de 2019                            | Huracán         | 1 – 1 (1–2 pen.)                       | Godoy Cruz   | Córdoba, Córdoba                                 |  |
| 16:40                                          | - Salcedo 45+2' | Relatório                              | - 28' Varela | Estádio: Presidente Perón Árbitro: Darío Herrera |  |
|                                                |                 | Penalidades                            |              |                                                  |  |
| - Gamba - Chávez - Gómez - Salcedo - Faravelli |                 | - García - Brunetta - Cardona - Varela |              |                                                  |  |

| 16 de julho de 2019                                  | Gimnasia y Esgrima (M) | 1 – 1 (4–5 pen.)                                         | River Plate    | Villa Mercedes, San Luis                                |  |
| 21:10                                                | - Morales 56'          | Relatório                                                | - 65' Palacios | Estádio: Único de Villa Mercedes Árbitro: Andrés Merlos |  |
|                                                      |                        | Penalidades                                              |                |                                                         |  |
| - Aguirre - Zabaleta - Marchiori - Andrada - Carrizo |                        | - Fernández - De La Cruz - Ferreira - Borré - Rollheiser |                |                                                         |  |

| 20 de julho de 2019 | Mitre (SdE) | 0 – 2     | Estudiantes (LP)                | Cutral Có, Neuquén                                    |  |
| 13:10               |             | Relatório | - 21' Pellegrini - 73' González | Estádio: Coloso del Ruca Quimey Árbitro: Jorge Baliño |  |

| 20 de julho de 2019                                  | Gimnasia y Esgrima (LP) | 1 – 1 (3–4 pen.)                         | Defensa y Justicia | Turdera, Buenos Aires                          |  |
| 17:10                                                | - Comba 57'             | Relatório                                | - 45+1' Herrera    | Estádio: Alfredo Beranger Árbitro: Ariel Penel |  |
|                                                      |                         | Penalidades                              |                    |                                                |  |
| - García - Mansilla - Velázquez - Tijanovich - Ayala |                         | - Fernández - Piovi - Tripichio - Castro |                    |                                                |  |

| 20 de julho de 2019 | Lanús                    | 1 – 0     | Independiente Rivadavia | Sarandí, Buenos Aires                                |  |
| 21:10               | - Marcelino Moreno 90+3' | Relatório |                         | Estádio: Julio Humberto Grondona Árbitro: Diego Abal |  |

| 27 de julho de 2019 | Belgrano | 0 – 1     | Real Pilar    | Cutral Có, Neuquén                                    |  |
| 12:10               |          | Relatório | - 34' Chimeli | Estádio: Coloso del Ruca Quimey Árbitro: Jorge Baliño |  |

| 3 de agosto de 2019 | Villa Mitre   | 1 – 0     | San Martín (SJ) | Cutral Có, Neuquén                                    |  |
| 13:10 (UTC−3)       | - Herrera 86' | Relatório |                 | Estádio: Coloso del Ruca Quimey Árbitro: Jorge Baliño |  |

| 13 de agosto de 2019                         | Boca Juniors   | 1 – 1 (1–3 pen.)           | Almagro        | La Plata, Buenos Aires                             |  |
| 21:10 (UTC−3)                                | - De Rossi 27' | Relatório                  | - 81' Martínez | Estádio: Ciudad de La Plata Árbitro: Silvio Trucco |  |
|                                              |                | Penalidades                |                |                                                    |  |
| - Tevez - A. Mac Allister - Hurtado - Salvio |                | - Denis - Wilchez - Coscia |                |                                                    |  |

| 21 de agosto de 2019 | All Boys | 0 – 1     | Central Córdoba (SdE) | Santa Fé, Santa Fé                             |  |
| 15:30 (UTC−3)        |          | Relatório | - 13' Joao Rodríguez  | Estádio: 15 de Abril Árbitro: Luis Lobo Medina |  |

| 21 de agosto de 2019                                                                                        | San Martín (T) | 0 – 0 (2–3 pen.)                                                                                    | Argentinos Juniors | Salta, Salta                                         |  |
| 19:15 (UTC−3)                                                                                               |                | Relatório                                                                                           |                    | Estádio: Padre Martearena Árbitro: Fernando Espinoza |  |
| |                | Penalidades                                                                                         |                    |                                                      |  |
| - Lucas Diarte - Gonzalo Lamardo - Luciano Pons - Nicolás Eduardo Castro - Brian Luciatti - Rodrigo Moreira |                | - Fausto Vera - Miguel Ángel Torren - Elías Gómez - Gabriel Hauche - Lucas Cháves - Carlos Quintana |                    |                                                      |  |

| 28 de agosto de 2019 | Sol de Mayo | 0 – 4     | Colón                                                                                    | Rafaela, Santa Fé                              |  |
| 14:40 (UTC−3)        |             | Relatório | - 5' Santiago Pierotti - 21' Mauro Da Luz - 38' Nicolás Leguizamón - 80' Tomás Chancalay | Estádio: Nuevo Monumental Árbitro: Ariel Penel |  |

| 28 de agosto de 2019 | Patronato | 0 – 1     | Independiente        | Villa Mercedes, San Luis                                   |  |
| 17:00 (UTC−3)        |           | Relatório | - 56' Domingo Blanco | Estádio: Único de Villa Mercedes Árbitro: Nicolás Lamolina |  |

| 28 de agosto de 2019 | Arsenal de Sarandí                               | 2 – 3     | Estudiantes (BA)                                                | Turdera, Buenos Aires                                 |  |
| 19:10 (UTC−3)        | - Juan Manuel García 37' - Ezequiel Cerica 90+3' | Relatório | - 5' Paolo Impini - 13' Hugo Ezequiel Silva - 29' Lucas Campana | Estádio: Alfredo Beranger Árbitro: Fernando Echenique |  |

| 4 de setembro de 2019                          | Atlético Tucumán | 2 – 2 (5–4 pen.)                       | Boca Unidos | Salta, Salta                                            |  |
| 21:10 (UTC−3)                                  |                  | Relatório                              |             | Estádio: Padre Ernesto Martearena Árbitro: Jorge Baliño |  |
|                                                |                  | Penalidades                            |             |                                                         |  |
| - Gamba - Chávez - Gómez - Salcedo - Faravelli |                  | - García - Brunetta - Cardona - Varela |             |                                                         |  |

| 18 de setembro de 2019                         | Talleres (C) | 0 – 0 (6–5 pen.)                       | Banfield | Rosario                                                       |  |
|                                                |              | Relatório                              |          | Estádio: Estádio Coloso Marcelo Bielsa Árbitro: Silvio Trucco |  |
|                                                |              | Penalidades                            |          |                                                               |  |
| - Gamba - Chávez - Gómez - Salcedo - Faravelli |              | - García - Brunetta - Cardona - Varela |          |                                                               |  |

| 19 de setembro de 2019 | Estudiantes (SL)                                  | 2 – 0     | Barracas Central | Sarandí, Buenos Aires                                   |  |
|                        | - Fernando Javier González 75' - Emanuel Díaz 85' | Relatório |                  | Estádio: Julio Humberto Grondona Árbitro: Julio Barraza |  |

### Oitavas de final
Esta fase conta com a presença das 16 equipes qualificadas da quarta fase. As 8 equipes vencedoras avançaram para as quartas de final. As partidas ocorreram entre 7 de setembro e 10 de outubro de 2019.
| 7 de setembro de 2019 | Lanús                                                                       | 4 – 1     | Argentinos Juniors   | Sarandí, Buenos Aires                                 |  |
| 17:10 (UTC−3)         | - Lucas Vera 4' - Nicolás Pasquini 22' - José Sand 62' - Nicolau Orsini 85' | Relatório | - 38' Santiago Silva | Estádio: Julio Humberto Grondona Árbitro: Ariel Penel |  |

| 8 de setembro de 2019 | Villa Mitre           | 1 – 2     | Central Córdoba (SdE)                           | Cutral Có, Neuquén                                      |  |
| 15:05 (UTC−3)         | - Héctor González 90' | Relatório | - 77' Jonathan Herrera - 88' Lisandro Alzugaray | Estádio: Coloso del Ruca Quimey Árbitro: Lucas Comesaña |  |

| 10 de setembro de 2019                         | Colón                | 1 – 1 (4–3 pen.)                       | Atlético Tucumán           | Paraná, Entre Ríos                                             |  |
| 19:10 (UTC−3)                                  | - Damián Schmidt 48' | Relatório                              | - 83' Javier Fabián Toledo | Estádio: Presbítero Bartolomé Grella Árbitro: Pablo Echavarría |  |
|                                                |                      | Penalidades                            |                            |                                                                |  |
| - Gamba - Chávez - Gómez - Salcedo - Faravelli |                      | - García - Brunetta - Cardona - Varela |                            |                                                                |  |

| 18 de setembro de 2019 | Godoy Cruz | 0 – 1     | River Plate          | Lanús, Buenos Aires                             |  |
| 21:10 (UTC−3)          |            | Relatório | - 21' Joaquín Varela | Estádio: Ciudad de Lanús Árbitro: Facundo Tello |  |

| 25 de setembro de 2019                                                                | Estudiantes (BA)        | 1 – 1 (4–3 pen.)                                                                | Real Pilar          | Turdera                                         |  |
| 20:00 (UTC−3)                                                                         | - Lautaro Montoya 90+6' | Relatório                                                                       | - 9' Alan Schönfeld | Estádio: Alfredo Beranger Árbitro: Pablo Dovalo |  |
|                                                                                       |                         | Penalidades                                                                     |                     |                                                 |  |
| - Hugo Ezequiel Silva - Francisco González Metilli - Cristian Amarilla - Paolo Impini |                         | - Lucas Villafañe - Franco Maraia - Gerardo Pérez - Nahuel Ríos - Ariel Otermín |                     |                                                 |  |

| 26 de setembro de 2019 | Defensa y Justicia | 0 – 1     | Independiente               | Quilmes                                                           |  |
| 21:10 (UTC−3)          |                    | Relatório | - 45+3' Gastón Alexis Silva | Estádio: Centenario Ciudad de Quilmes Árbitro: Fernando Echenique |  |

| 7 de outubro de 2019 | Almagro              | 1 – 0     | Talleres (C) | Rosario                                                      |  |
| 17:40 (UTC−3)        | - Facundo Suárez 42' | Relatório |              | Estádio: Estádio Coloso Marcelo Bielsa Árbitro: Jorge Baliño |  |

| 10 de outubro de 2019                                                         | Estudiantes (SL)                              | 2 – 2 (2–4 pen.)                                                                | Estudiantes (LP)                         | Turdera                                         |  |
| 18:10 (UTC−3)                                                                 | - Leonel Felice 7' - Santiago Rodríguez 90+3' | Relatório                                                                       | - 58' Nahuel Estévez - 88' Mateo Retegui | Estádio: Alfredo Beranger Árbitro: Pablo Dovalo |  |
|                                                                               |                                               | Penalidades                                                                     |                                          |                                                 |  |
| - Emmanuel Giménez - David Cuello - Juan Ignacio Echarri - Santiago Rodríguez |                                               | - Jonatan Schunke - Nahuel Estévez - Mateo Retegui - Edwar López - Diego García |                                          |                                                 |  |

### Quartas de final
Esta fase conta com as 8 equipes qualificadas das oitavas de final. Disputada em partidas únicas no sistema "mata-mata". As 4 equipes vencedoras avançam para as semifinais. Os jogos das quartas de final foram disputados entre 11 e 25 de outubro de 2019.
| 11 de outubro de 2019 | River Plate                                   | 2 – 0     | Almagro | Mendoza                                           |  |
| 20:30 (UTC−3)         | - Rafael Santos Borré 6' - Ignacio Scocco 57' | Relatório |         | Estádio: Malvinas Argentinas Árbitro: Ariel Penel |  |

| 16 de outubro de 2019 | Central Córdoba (SdE) | 1 – 0     | Estudiantes (LP) | Córdoba                                                       |  |
| 15:35 (UTC−3)         | - Gervasio Núñez 73'  | Relatório |                  | Estádio: Juan Domingo Perón (Instituto) Árbitro: Jorge Baliño |  |

| 16 de outubro de 2019 | Colón                    | 2 – 2 (6–7 pen.) | Estudiantes (BA)                               | Paraná                                                          |  |
| 21:10 (UTC−3) | - Fernando Zuqui 7', 38' | Relatório | - 3' Alejandro Angel García - 81' Paolo Impini | Estádio: Presbítero Bartolomé Grella Árbitro: Fernando Espinoza |  |
| |                          | Penalidades |                                                |                                                                 |  |
| - Guillermo Ortiz - Marcelo Alejandro Estigarribia - Wilson Morelo - Emanuel Olivera - Luis Miguel Rodríguez - Rodrigo Aliendro - Matías Fritzler - Fernando Zuqui |                          | - Hugo Ezequiel Silva - Francisco González Metilli - Alejandro Angel García - Paolo Impini - Diego Figueroa - Lucas Campana - Leonel González - Matías Villarreal |                                                |                                                                 |  |

| 25 de outubro de 2019 | Independiente | 0 – 2     | Lanús                       | Rosario                                                       |  |
| 17:10 (UTC−3)         |               | Relatório | - Sand 45+2' - Abecasis 90' | Estádio: Estádio Coloso Marcelo Bielsa Árbitro: Néstor Pitana |  |

### Semifinal
Participam das semifinais as quatro (4) equipes classificadas das quartas de final. A fase é disputada em jogos únicos no sistema "mata-mata" e duas equipes avançam para a grande decisão.
| 14 de novembro de 2019 | Central Córdoba (SdE) | 1 – 0     | Lanús | Rioja                                                          |  |
| 17:00 (UTC−3)          | - Vega 54'            | Relatório |       | Estádio: Carlos Augusto Mercado Luna Árbitro: Patricio Loustau |  |

| 14 de novembro de 2019 | River Plate                     | 2 – 0     | Estudiantes de Buenos Aires | Córdoba                                               |  |
| 21:10 (UTC−3)          | - Pinola 45+2' - Palacios 90+5' | Relatório |                             | Estádio: Mario Alberto Kempes Árbitro: Mauro Vigliano |  |

### Final
A grande decisão vai ser disputada em jogo único pelas duas (2) equipes classificadas da semifinal, e o vencedor da partida será declarado campeão da Copa Argentina de 2019.
| 13 de dezembro de 2019 | Central Córdoba (SdE) | 0 − 3     | River Plate                                | Mendoza                                             |  |
| 21:10 (UTC−3)          |                       | Relatório | - Scocco 30' - Fernández 67' - Álvarez 71' | Estádio: Malvinas Argentinas Árbitro: Facundo Tello |  |

## Premiação
| Copa da Argentina de 2018–19       |
| ---------------------------------- |
| CA River Plate Campeão (3º título) |

## Estatísticas

### Artilharia
| Gols | Jogador                 | Clube              |
| ---- | ----------------------- | ------------------ |
| 4    | Cristian Duma           | Douglas Haig       |
| 3    | Fernando Zuqui          | Colón              |
| 3    | Alejo Distaulo          | Estudiantes (SL)   |
| 3    | Martín Fabro            | Boca Unidos        |
| 3    | Alejandro Fernández     | Altos Hornos Zapla |
| 3    | Luis Silba              | Sarmiento (R)      |
| 3    | Sebastián Palacios      | Talleres (C)       |
| 3    | Wilson Palacios Hurtado | Unión (S)          |
| 3    | José Sand               | Lanús              |